# Château de Gassantoda
Le château de Gassantoda (月山富田城, Gassantoda-jō) était un château de montagne (yamashiro) situé dans la commune de Yasugi (安来市, Yasugi-shi), préfecture de Shimane, au Japon. Il fut pendant plusieurs siècles le centre du pouvoir de la province d'Izumo.
Il n'en reste à présent que des ruines.

## Histoire
Chronologie :
- 1195 : le château est bâti par le clan Sasaki ;
- 1395 : Amago Mochihisa prend possession du château ;
- 1484 : Amago Tsunehisa, un vassal du clan Kyogoku, en est chassé ;
- 1486 : Tsunehisa reprend le château ;
- 1541 : premier siège de Gassan-Toda. Une armée conjointe des clans Ouchi et Mōri est repoussée ;
- 1566 : second siège de Gassan-Toda. Le clan Mōri l'emporte ;
- 1567 : Amano Takashige devient seigneur du château ;
- 1569 : Mōri Akimoto pénètre dans le château ;
- 1591 : le clan Yoshikawa prend possession des lieux ;
- 1600 : le clan Horio prend possession des lieux ;
- 1611 : le clan Horio transfère son honjō dans le château de Matsue, nouvellement bâti.

### Premier siège de Gassantoda[2]
À la suite de la mort récente d'Amago Tsunehisa (en 1541) et de la cuisante défaite des Amago au siège de Kōriyama (en 1540), Ōuchi Yoshitaka saisit l'occasion pour porter la guerre dans la province de ses ennemis avec ses alliés du clan Mōri dans l'espoir de s'emparer de Gassantoda.
La progression des armées alliées à travers la province d'Izumo est extrêmement lente. Finalement, les troupes d'Ouchi Yoshitaka, bien que deux fois supérieures en nombre (30 000 hommes contre 15 000 du côté du clan Amago) sont défaites devant les portes du château et fuient en désordre. Yoshitaka, lui-même, manque de se faire capturer.

### Second siège de Gassantoda[2]
Après la mort d'Amago Haruhisa en 1562, la puissance des Amago se met à décliner. En 1564, Mōri Motonari commence son invasion de la province d'Izumo. Le premier assaut contre le château échoue. Les Mōri essayent alors d'isoler la forteresse en s'emparant de toutes les places fortes alentour.
Malgré les efforts d'Amago Yoshihisa, ceux-ci tombent les unes après les autres, la principale d'entre elles, Shiraga, à la fin de 1564.
En septembre 1565, le siège de Gassantoda débute. Les Mōri rassemblent une armée de 25 000 hommes face aux 10 000 Amago réfugiés dans la forteresse. Petit à petit, le moral et les provisions des défenseurs s'amenuisent, d'autant plus que Mōri Motonari refuse d'accueillir les déserteurs du clan Amago afin d'accélérer la venue de la famine.
Le coup de grâce est porté par la décision d'Amago Yoshihisa d'exécuter Uyama Hisanobu à cause d'une suspicion de trahison.
À la suite de cela, au moment où les Mōri changent de position et acceptent de laisser sortir les déserteurs, plusieurs milliers de défenseurs affamés et démoralisés quittent les murailles. En janvier 1566, les Amago rendent les armes et Mōri Motonari accepte de laisser partir Yoshihisa en exil.

## Importance
Le château de Gassantoda est considéré comme l'un des cinq plus grands châteaux de montagne du Japon avec le château de Kasugayama, le château de Nanao, le château de Kannonji et le château d'Odani. Il fait partie des monuments historiques japonais.

## Galerie

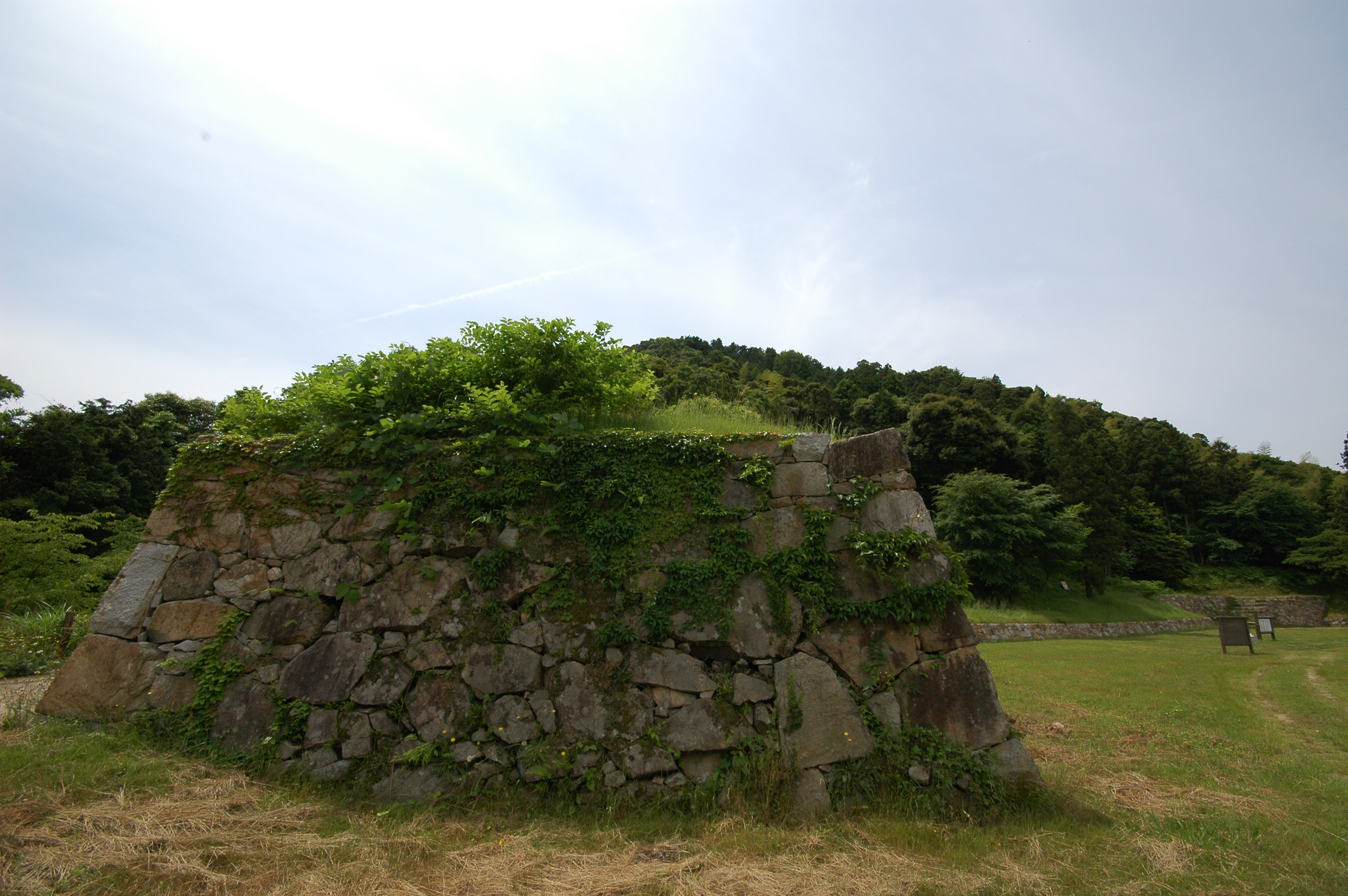
Ruines du palais.
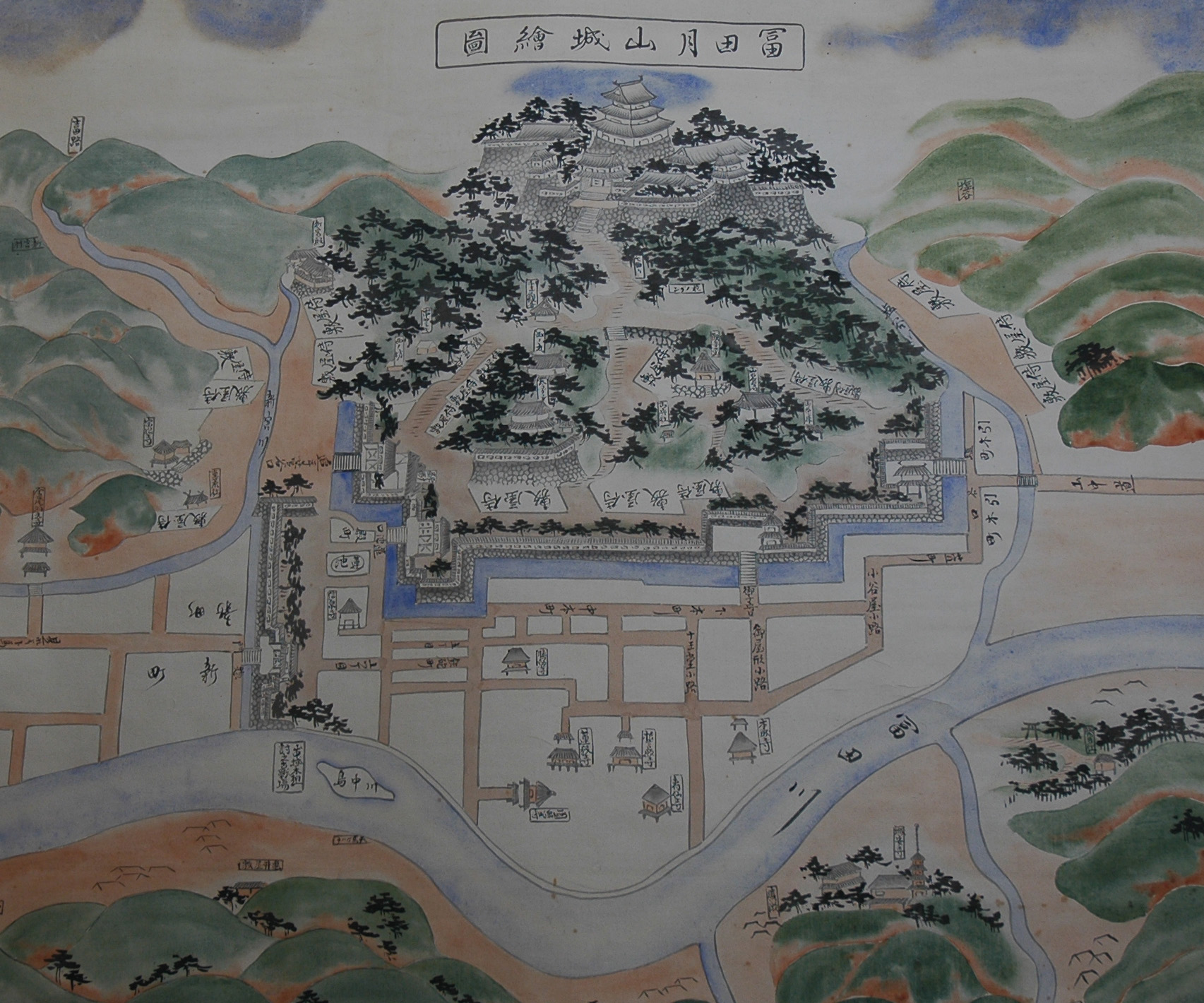
Ancienne carte du château.